# Ewa Więckowska
Ewa Małgorzata Więckowska (Zabrze; 29 de Dezembro de 1958 — ) é uma política da Polónia. Ela foi eleita para a Sejm em 25 de Setembro de 2005 com 7018 votos em 29 no distrito de Gliwice, como candidata pelas listas do partido Platforma Obywatelska.